# Dmitri Budõlin
Dmitri Budõlin (1 de marzo de 1974) es un deportista estonio que compitió en judo. Ganó una medalla de bronce en el Campeonato Europeo de Judo de 2001, en la categoría de –90 kg.

## Palmarés internacional
| Campeonato Europeo | Campeonato Europeo | Campeonato Europeo | Campeonato Europeo |
| Año                | Lugar              | Medalla            | Categoría          |
| ------------------ | ------------------ | ------------------ | ------------------ |
| 2001               | París (Francia)    | Medalla de bronce  | –90 kg             |